# マチャアキ!するぞー
『マチャアキ!するぞー』は、1975年10月2日から同年12月25日までフジテレビ系列局で放送されていたフジテレビ製作のバラエティ番組である。その後も1976年1月8日から同年3月25日まで『マチャアキ!するぞー びっくり大喜劇』と題して放送されていた。全25回（13回＋12回）。放送時間は毎週木曜 20:00 - 20:54 （日本標準時）。

## 概要
堺正章が共演者たちとともにステージで多彩な芸を披露していた公開番組で、毎回生放送を行っていた。
年明けの改題前までは、堺自らが司会を務めながら毎回1つのテーマに沿ったコントやその他の企画コーナーを行っていたが、改題以後はそれまで設けていた全コーナーが廃止され、途中にゲストの歌を挿みながらのコント中心の内容へと移行した。また、これ以後は押阪忍が司会を務めるようになり、堺はコントのみに専念していた。

## 出演者
- 堺正章
- 研ナオコ
- 夏木マリ
- 押阪忍 - 改題後からの出演者。
- 北京一
- まらいか
- 東野英心
- 佐藤蛾次郎
- 穂積隆信
- うえずみのる
- エリーザ[誰?]
- ほか[誰?]

## 放送リスト
| 回                                            | 放送日                         | サブタイトル                                                |
| マチャアキ!するぞー （1975年）                | マチャアキ!するぞー （1975年） | マチャアキ!するぞー （1975年）                              |
| --------------------------------------------- | ------------------------------ | ----------------------------------------------------------- |
| 1                                             | 10月2日                        | （サブタイトル無し）                                        |
| 2                                             | 10月9日                        | （サブタイトル無し）                                        |
| 3                                             | 10月16日                       | ガード下の引越しハチャメチャ大騒動！                        |
| 4                                             | 10月23日                       | 再起不能か？マチャアキ、マッハに脳天玉つぶし                |
| 5                                             | 10月30日                       | 秀樹負けそー！ピンクヘル軍団㊙大逆襲!!                      |
| 6                                             | 11月6日                        | 新婚さん二組揃ってノゾキDEデート・御対面!!                  |
| 7                                             | 11月13日                       | 遂に登場キックの鬼・出た必殺の得意技・飛び股空中はさみ込み  |
| 8                                             | 11月20日                       | 爆発マグニチュード9.5!!間借リング・インフェルノ！           |
| 9                                             | 11月27日                       | UFOで勝負！グレンダイザー対マチャアキ                       |
| 10                                            | 12月4日                        | 神技！直径8mの大皿回し                                      |
| 11                                            | 12月11日                       | 壮烈！頭上800mの餅つき                                      |
| 12                                            | 12月18日                       | 寝技で勝負！マッハ対マチャアキ                              |
| 13                                            | 12月25日                       | ナダレだ！熊だ！雪山のクリスマス大騒動!!                    |
| マチャアキ!するぞー びっくり大喜劇 （1976年） |                                |                                                             |
| 14                                            | 1月8日                         | マチャアキ大忙し！怪盗とバカ殿の1人2役早変わり!!            |
| 15                                            | 1月15日                        | 今夜は何回変わるか！マチャアキの10秒早変わり!!              |
| 16                                            | 1月22日                        | 意地で挑戦！マチャアキ決死の空中自転車!!                    |
| 17                                            | 1月29日                        | マチャアキの1人3役早変わりに、前川清は??で“おー、おー”      |
| 18                                            | 2月5日                         | 1人3役！くるくる変わって○○回!!どれがホントのマチャアキか？  |
| 19                                            | 2月12日                        | マチャアキあいざき進也の恐怖拷問責め地獄!!                  |
| 20                                            | 2月19日                        | 秀樹危うし！南蛮船ロッキード号の大激突                      |
| 21                                            | 2月26日                        | 五木ひろし“瞼の父”と涙の対面！                              |
| 22                                            | 3月4日                         | 大奥㊙！からくり人形の怪・若殿暗殺計画の全貌                |
| 23                                            | 3月11日                        | 大相撲マチャアキ場所                                        |
| 24                                            | 3月18日                        | テレビ初公開！すべて見せます！マチャアキ早変わりの舞台裏    |
| 25                                            | 3月25日                        | 魔術もブッ飛ぶ！60秒に1度の超人的早変わり！舞台裏を徹底公開 |

参考：『読売新聞縮刷版』読売新聞社、1975年10月2日 - 1976年3月25日付のラジオ・テレビ欄。

## 放送局
特記の無い限り全て放送時間は 木曜 20:00 - 20:54、同時ネット。
- フジテレビ
- 北海道文化放送[2]
- 秋田テレビ[3]
- 山形テレビ[4]
- 仙台放送[5]
- 新潟総合テレビ[6]
- 長野放送[7]
- 富山テレビ[8]
- 石川テレビ[8]
- 福井テレビ[8]
- テレビ静岡[9]
- 東海テレビ[10]
- 関西テレビ[11]
- 山陰中央テレビ[12]
- テレビ岡山[13]
- テレビ新広島[13]
- テレビ愛媛[14]
- テレビ西日本[15]
- サガテレビ[15]
- テレビ長崎[15]
- テレビ熊本[15]
- テレビ大分[14]
- テレビ宮崎[16]
- 鹿児島テレビ[16]
- 沖縄テレビ[17]